# Хлорталидон
Хлорталидон (оксодолин, гигротон) — диуретическое тиазидоподобное лекарственное средство, используется как в виде отдельного действующего вещества, так и в составе комбинированных лекарств.
Рандомизированное исследование препарата проводилось в рамках ALLHAT, THOMS, всероссийского многоцентрового исследования ВОСТОК.

## История
История использования диуретиков для лечения гипертензии началась в 1937 г. с открытия того факта, что сульфонамиды (сульфаниламиды) вызывают ацидемию и небольшой диурез путём ингибирования карбоангидразы в проксимальных канальцах. Хлортиазид, производное бензотиадиазина, был выделен во время поиска более сильных ингибиторов карбоангидразы. Он оказался более эффективным диуретиком и увеличивал экскрецию хлоридов, но не бикарбонатов. Дальнейшее изучение подобного влияния на экскрецию позволило выяснить, что основным местом действия тиазидов являются начальные отделы дистальных извитых канальцев, где они нарушают реабсорбцию натрия.

## Фармакологическое действие
Подавляет активную реабсорбцию Na+, главным образом в периферических почечных канальцах (кортикальный сегмент петли Генле), увеличивая выведение Na+, Cl− и воды. Выведение K+ и Mg2+ через почки увеличивается, в то время как выведение Ca2+ снижается. Вызывает незначительное снижение артериального давления, выраженность гипотензивного действия постепенно нарастает и проявляется в полной мере через 2-4 недели после начала терапии. В начале терапии вызывает значительное снижение объёма внеклеточной жидкости, ОЦК и МОК; однако после нескольких недель применения эти показатели возвращаются к уровню, близкому к исходному. Подобно тиазидным диуретикам, вызывает снижение полиурии у больных почечным несахарным диабетом. Начало действия — через 2-4 ч после приема внутрь, максимальный эффект — через 12 ч, длительность действия — 2-3 сут.
Показания: хроническая сердечная недостаточность II ст., артериальная гипертензия, цирроз печени с портальной гипертензией, нефроз, нефрит, поздний гестоз (нефропатия, отеки, эклампсия), задержка жидкости на фоне предменструального синдрома, несахарный диабет, диспротеинемические отеки, ожирение. При длительном применении, а также при одновременном его применении с сердечными гликозидами, глюкокортикостероидами, АКТГ с целью профилактики гипокалиемии рекомендуется назначение препаратов калия (противопоказаны при приёме иАПФ) или калийсберегающих диуретиков (половинная доза верошпирона 12,5 вместо 25 при одновременном назначении иАПФ и хлорталидона).
Противопоказания: Гиперчувствительность (в том числе к производным сульфаниламидов, к которым относятся и тиазидные диуретики), гипокалиемия, острая почечная недостаточность (анурия), печёночная кома, острый гепатит, сахарный диабет (тяжелые формы), подагра, период лактации. C осторожностью при почечной и/или печеночной недостаточности, аллергической реакции, бронхиальной астме, системной красной волчанке.
Побочные действия: Со стороны пищеварительной системы: тошнота, рвота, гастроспазм, запоры или диарея, внутрипеченочный холестаз, желтуха, панкреатит. Со стороны нервной системы: головокружение, парестезии, астения (чрезмерная утомляемость или слабость), дезориентация, апатия, Со стороны органов чувств: ксантопсия, нарушение зрения. Со стороны органов кроветворения: тромбоцитопения, лейкопения, агранулоцитоз, эозинофилия, апластическая анемия. Со стороны сердечно-сосудистой системы: ортостатическая гипотензия (может усилиться под влиянием этанола, анестетиков и седативных ЛС), аритмия (вследствие гипокалиемии). Лабораторные показатели: гипокалиемия, гипонатриемия (в том числе сопровождающаяся неврологическими симптомами — тошнотой), гипомагниемия, гипохлоремический алкалоз, гиперкальциемия, гиперурикемия (подагра), гипергликемия, глюкозурия, гиперлипидемия. Аллергические реакции: крапивница, фотосенсибилизация. Прочие: мышечный спазм, снижение потенции. Симптомы передозировки: головокружение, тошнота, сонливость, гиповолемия, чрезмерное снижение АД, аритмия, судороги. Лечение: промыть желудок, назначение внутрь активированного угля; симптоматическая терапия (в том числе в/в введение солевых растворов для восстановления электролитного баланса крови).
Способ применения и дозы: Внутрь. При длительной терапии рекомендуют назначать наименьшую эффективную дозу, достаточную для поддержания оптимального эффекта, особенно у пожилых пациентов. При легкой степени артериальной гипертензии — 25 мг в 1 раз день или 50 мг 3 раза в неделю; при необходимости возможно повышение дозы до 50 мг/сут. При отечном синдроме начальная доза — 100—120 мг через день; в тяжелых случаях — 100—120 мг/сут в течение первых нескольких дней (дозы выше 120 мг обычно не вызывают увеличение диуретического эффекта), затем необходимо перейти на поддерживающую дозу — 100-50-25 мг/сут 3 раза в неделю. Несахарный почечный диабет (у взрослых): начальная доза — 100 мг 2 раза в день, поддерживающая доза — 50 мг в день. Средняя суточная доза для детей — 2 мг/кг.
Особые указания: В период лечения необходимо периодически определять электролиты крови, особенно у пациентов, принимающих препараты наперстянки. Не рекомендуется назначать пациентам очень строгую бессолевую диету. При появлении признаков гипокалиемии (миастения, нарушения ритма) или при наличии у больных дополнительной возможности потери K+ (при рвоте, диарее, недостаточности питания, циррозе печени, гиперальдостеронизме, терапии АКТГ, ГКС) показана заместительная терапия препаратами K+. У пациентов с гиперлипидемией следует постоянно наблюдать за липидами в сыворотке крови (в случае повышения их концентрации терапию следует прекратить). На фоне приема тиазидных диуретиков отмечалось обострение СКВ. Хотя подобных явлений при приеме хлорталидона не выявлено, при его назначении больным с СКВ следует соблюдать осторожность.
Взаимодействие: Повышает концентрацию Li+ в крови (в том случае, когда Li+ вызывает полиурию, хлорталидон может оказать не диуретическое, а антидиуретическое действие) и поэтому повышает риск интоксикации препаратами Li+ (хлорталидон, как и тиазидные диуретики, применяется при несахарном диабете, в том числе, больными, которым назначают литий). Усиливает действие курареподобных миорелаксантов и гипотензивных ЛС (в том числе гуанетидина, метилдопы, иАПФ, бета-адреноблокаторов, вазодилататоров, антагонистов кальция, ингибиторов МАО). На фоне приема сердечных гликозидов может усугублять нарушения ритма, возникшие вследствие дигиталисной интоксикации. Гипокалиемическое действие препарата усиливается при сопутствующем введении глюкокортикостероидов, амфотерицина и карбеноксолона. Нестероидные противовоспалительные препараты ослабляют диуретическое и гипотензивное действие препарата. Больным диабетом может потребоваться коррекция (увеличение или уменьшение) дозы инсулина и увеличение дозы пероральных гипогликемических лекарственных средств.